# Biga Ranx
Pour les articles homonymes, voir Ranx.
Biga*Ranx, de son vrai nom Gabriel Piotrowski, né le 27 septembre 1988 à Tours, est un chanteur, MC, producteur et artiste peintre qui se fait connaître au sein de la scène reggae francophone au début des années 2010.    

## Biographie
Biga s’inspire des artistes tels que Super Cat, Alton Ellis et Vybz Kartel,. En 2004, il crée le Bandalero Sound System avec DJ Atili Bandalero, son frère, et la formation steppa Ondubground. Il collaborera par la suite avec le deejay autrichien Governor General Rugged. De cette rencontre naîtra la formation Mus Bus aux influences hip-hop/dancehall.
En 2008, Biga* est reconnu par le singjay jamaïcain Joseph Cotton qui le baptise « Ranx ».
En 2011, il signe sur le label X-Ray Production et se lance dans la réalisation de son premier album On Time, sorti le 28 octobre 2011, il est élu meilleur album ragga/dancehall en France par le site Reggae.fr.
Accompagné de son groupe de musiciens, il est présent sur la scène de nombreux festivals européens tels que Solidays, Garance Reggae Festival[source insuffisante], Reggae Sun Ska Festival, et le Printemps de Bourges.
L'année suivante, il sort The World Of Biga*Ranx. Le projet comprend quatre vinyles, chaque LP composé par un producteur différent (Maffi, Ondubground, Kanka et Mungo’s Hi Fi). Plus tard, en novembre 2012, paraît une nouvelle version de l'album On Time[réf. nécessaire]. La totalité des titres originaux est remixée par divers artistes tels que Chinese Man, Aphrodite, A State of Mind ou encore Tom Fire.
En 2012, Biga part en Jamaïque pour enregistrer un documentaire Biga*Ranx en Jamaïque, diffusé en 2013 par France Ô.
En avril 2013, il sort l'album Good Morning Midnight qui est suivi par une tournée.
En 2018, Biga remporte le prix de l'album/EP reggae digital de l'année avec son album 1988, lors des victoires du reggae par le site Reggae.fr.
En 2018, le groupe de luxe français, Hermès International, choisit le titre Liquid Sunshine de son dernier album 1988 pour l’une de ses publicités. La même année, il organise son festival Liquid Dub Festival. Le succès est au rendez-vous.

## Victime de plagiat
En mars 2021, la marque Gucci plagie l'univers graphique du clip My Driver afin de promouvoir ses produits Gucci Grip, dont la cible semble être les skateurs.
En avril 2021, Nike éveille des soupçons de plagiat sur une gamme de produits intitulé Liquid Sunshine, illustré par deux images comprenant entre autres des vêtements aux teintes mauves et rosés, inspiré de l'univers graphique de l'artiste, ainsi du titre du clip de Liquid Sunshine de Biga Ranx, sorti en 2016

## Discographie
Albums studio
- 2011 : On Time
- 2013 : Good Morning Midnight
- 2014 : Nightbird
- 2017 : 1988
- 2020 : Sunset Cassette
- 2021 : St.Soleil
- 2022 : Eh Yo!
- 2025 : RAINSHINE

EPs

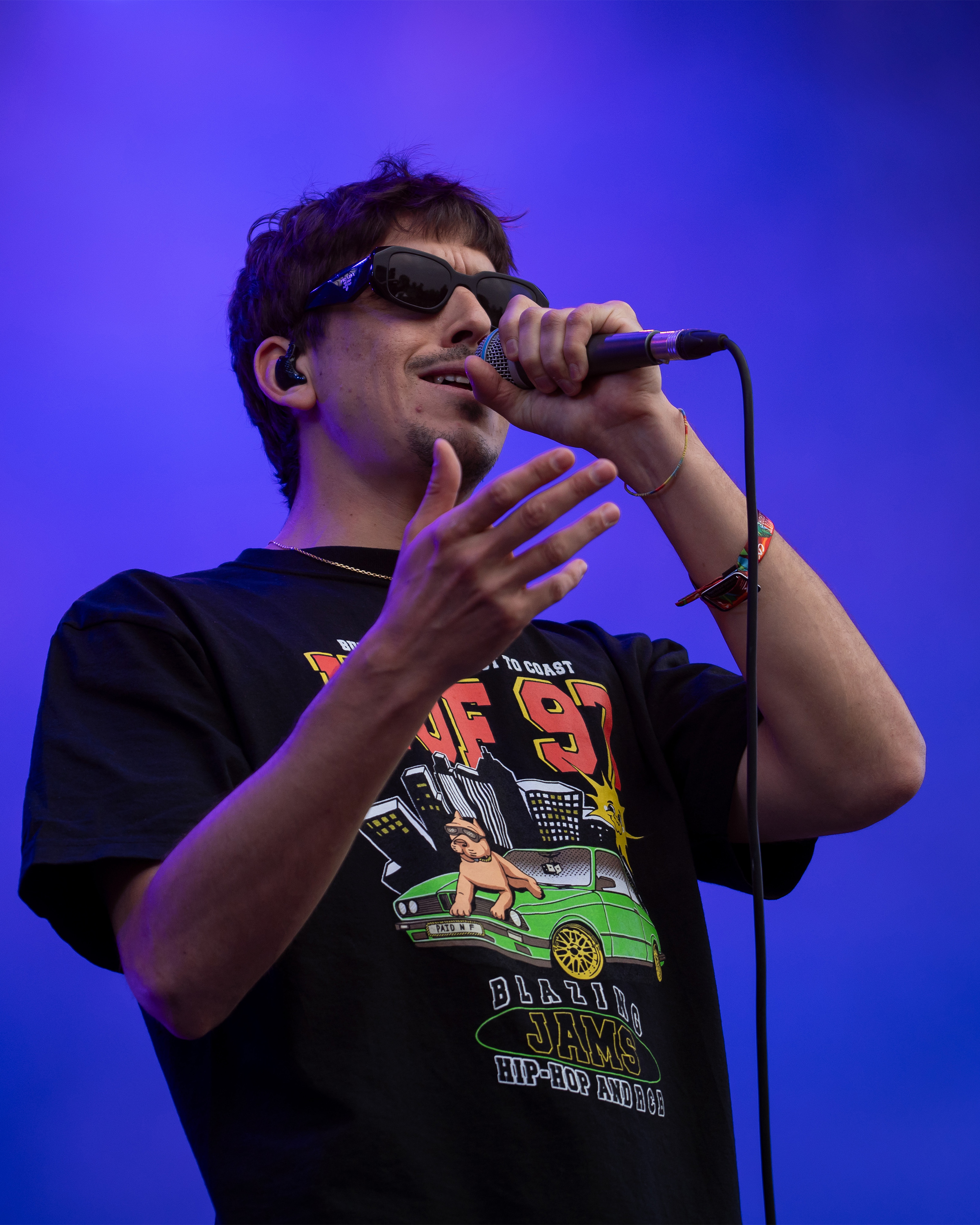
Biga Ranx au festival La Nuit de l'Erdre 2023.

- 2012 : The World of Biga*Ranx & Maffi
- 2012 : The World of Biga*Ranx & Ondubground
- 2013 : The World of Biga*Ranx & Kanka, Vol. 3 - EP

Albums/EPs de remix
- 2012 : On Time Remix
- 2012 : Brigante Life

Albums Live
- 2014 : Live in Paris

Singles
- 2011 : Gipsy Rock
- 2011 : Ordinary Day
- 2011 : Gyalist Ina Paris
- 2012 : Badboy Comedy
- 2014 : Paris is a Bitch
- 2016 : Liquid Sunshine
- 2017 : My Face
- 2018 : Calypso Blues (feat. Blundetto)
- 2020 : Petit Boze Rmx
- 2020 : D.I.Y.
- 2020 : Solid
- 2020 : Hot Water
- 2020 : My Driver
- 2020 : Sunset Cassette
- 2021 : Petite Marie (Fanzine Remix)
- 2021 : Ma Croix (feat. Beken)
- 2022 : Montagne
- 2023 : Comme Nous (feat. L'Entourloop)
- 2023 : Boulot (feat. Sadek)
- 2023 : Groenland (feat. Blundetto X Pupajim)
- 2023 : Nice Thing
- 2024 : Never Take
- 2024 : Le Rang des Étoiles
- 2024 : Mountain Top
- 2025 : Danse
- 2025 : Vélib
- 2025 : Trop D'Lumière (feat. CHATON)
- 2025 : Moonshine